# Großsteingrab Prieschendorf
Das Großsteingrab Prieschendorf war eine megalithische Grabanlage der jungsteinzeitlichen Trichterbecherkultur bei Prieschendorf, einem Ortsteil von Dassow im Landkreis Nordwestmecklenburg (Mecklenburg-Vorpommern). Es wurde 1837 durch den Verein für mecklenburgische Geschichte und Altertumskunde ausgegraben und anschließend durch den Landbesitzer zerstört. Die bei der Grabung gemachten Funde befinden sich heute in der Sammlung des Archäologischen Landesmuseums Mecklenburg-Vorpommern in Schwerin. Ewald Schuldt nennt noch ein zweites Grab, das allerdings mit dem benachbarten Großsteingrab Holm identisch sein dürfte, da in beiden Fällen auf dieselbe Literaturstelle Bezug genommen wird.

## Lage
Das Grab befand sich nordöstlich von Prieschendorf auf einem leichten Bergrücken. Etwa 800 m östlich lag das Großsteingrab Holm. Etwa 150 m südöstlich befindet sich ein erhaltener bronzezeitlicher Grabhügel.

## Beschreibung
Die Anlage besaß ein ost-westlich orientiertes rechteckiges, leicht zum Oval neigendes Hünenbett mit einer Länge von 30 Fuß (ca. 9 m) und einer Breite von 18 Fuß (ca. 5,4 m). Es besaß eine doppelte Umfassung, deren innere noch aus 15 Steinen bestand, die in Abständen von 4–7 Fuß (ca. 1,2–2,1 m) aufgestellt waren. Im Westteil wurde in den Räumen zwischen den Steinen Trockenmauerwerk aus kleinen Steinplatten festgestellt. Der äußere Steinkreis hatte einen Radius von 25–30 Fuß (ca. 7–9 m). Von ihm waren nur noch fünf Steine erhalten. Zwei weitere waren erst wenige Jahre vor der endgültigen Zerstörung der Anlage entfernt worden. Die Hügelschüttung war 5 Fuß (ca. 1,5 m) hoch erhalten.
In der Mitte des Hügels lag die nord-südlich orientierte Grabkammer. Sie bestand aus sieben Wandsteinen und hatte eine Länge von 7,5 Fuß (ca. 2,35 m) sowie eine Breite von 3,5 Fuß (ca. 1 m). Decksteine waren nicht mehr vorhanden, auch ein Bodenpflaster wurde nicht festgestellt. Die Nordseite der Kammer war offen. Ewald Schuldt klassifizierte die Anlage als Ganggrab, was aber zu den Angaben des Grabungsberichts nicht so recht passt. Die Grabkammer selbst war vollständig fundleer. Vor der offenen Nordseite lagen einige Fragmente von Tierknochen sowie zwei Zähne – wohl Teil eines Pferdeschädels.
Am Ostende des Hügels wurde in einer Tiefe von 4 Fuß (ca. 1,2 m) eine Brandstelle entdeckt. Dort lagen die Scherben von zwei oder drei rundbauchigen verzierten Keramikgefäßen, vier rote Sandsteinplatten, ein Schleifstein aus Kieselschiefer, zwei Feuerstein-Klingen und drei Bernstein-Perlen. Gleich neben dieser Fundstelle wurden nach Abschluss der Grabung noch ein Pflaster aus geglühtem Feuerstein und darauf eine weitere Brandstelle entdeckt. Dort lagen noch die Scherben von fünf weiteren Gefäßen, zwei Feuerstein-Beile, eine Klinge und ein Pferdeschädel. Die Keramik ließ sich der (späten?) Trichterbecherkultur sowie der Kugelamphoren-Kultur zuordnen.
Auch das Westende des Hügels enthielt eine Brandstelle auf geglühtem Feuerstein. Dort wurden an drei Stellen Scherben von sieben Gefäßen, drei Feuerstein-Beile, ein Schmalmeißel aus Feuerstein, sechs Klingen, vier weitere Feuerstein-Artefakte und eine weitere Bernstein-Perle gefunden.
Am ehemaligen Standort des Grabes wurde um 1876 ein Bruchstück eines dünnblattigen Beils gefunden.